# 1312年
| 千纪： | 2千纪 |
| 世纪： | 13世纪 \| 14世纪 \| 15世纪                                                                                 |
| 年代： | 1280年代 \| 1290年代 \| 1300年代 \| 1310年代 \| 1320年代 \| 1330年代 \| 1340年代                           |
| 年份： | 1307年 \| 1308年 \| 1309年 \| 1310年 \| 1311年 \| 1312年 \| 1313年 \| 1314年 \| 1315年 \| 1316年 \| 1317年 |
| 纪年： | 壬子年（鼠年）；元皇庆元年；越南興隆二十年；日本應長二年，正和元年                                         |

## 大事记
- 元仁宗改年號皇慶。
- 元仁宗將其儒師王約特拜集賢大學士，並將王約“興科舉”的建議“著為令甲”。
- 亨利七世成為神聖羅馬帝國皇帝，開創盧森堡王朝。
- 法國國王腓力四世壓迫亞維農教廷的教宗克雷芒五世宣布解散聖殿騎士團。

## 出生
- 11月13日——愛德華三世，英格蘭國王。（1377年逝世，65岁）

## 逝世
- 9月5日：斐迪南四世，卡斯提爾國王
- 11月9日：奥托三世，匈牙利国王和下巴伐利亚公爵